# Fudbalski klub Famos Hrasnica
Il Fudbalski klub Famos Hrasnica, conosciuto semplicemente come Famos, è una squadra di calcio di Hrasnica, una località presso Ilidža, una città situata nella periferia di Sarajevo, la capitale della Bosnia ed Erzegovina.
Nella stagione 2020–21 milita nel girone centrale della Druga liga FBiH, la seconda divisione della Federazione BiH, terza della Bosnia ed Erzegovina.

## Nome
La società prende il nome dalla FAMOS d.d. (Fabrika Motora Sarajevo) di Hrasnica, la più importante fabbrica nei dintorni di Sarajevo, specializzata nella produzione di cambi per autocarri e motori Diesel. Negli anni '70 dava lavoro a 9000 dipendenti, ma, dopo essere stata distrutta durante la guerra in Bosnia ed Erzegovina, nel 2007 ne contava solo 50.

## Storia
Il club viene fondato nel 1953 come FK Radnik. Il primo presidente del club è stato Budo Radović, mentre i primi allenatori sono stati Buljubašić, Đoko Petrović e Midhat Dizdarević. Ha adottato il nome attuale il 6 gennaio 1959.
In pochi anni, attraverso varie promozioni passa dalla Opštinska liga (lega municipale), Zonska liga (lega di zona) nel 1958, Međuzonska liga (lega inter-zonale), Republička liga (nel 1960), alla Serie B jugoslava (nel 1962), fino a sfiorare la promozione nella massima divisione (nel 1973) e raggiungere le semifinali della Coppa di Jugoslavia nel 1976.
Nel 1962 si piazza al 2º posto nella II Zona BiH (uno dei 4 gironi in cui sono divise le squadre bosniache di terza divisione) e, dopo lo spareggio contro il Leotar (vincitore della III Zona), 1-1 in casa e 2-0 a Trebigne, ottiene la promozione in Druga liga per la prima volta nella sua storia. Gli artefici di questa impresa sono Refik Muftid, Miroslav Savić, Balta Adil, Nebojša Vukovid, Ramiz Sokolović, Tarik Durić, Boško Paripović, Mehmed Pintol, Muhamed Zaimović, Aleksandar Krivošej, Stevo Hof, Rade Lučid, Miroslav Barišić, Kiso Mugdim, Mika Barišić, Mišo Basista, Lazo Popović e Milivoje Kuzman. L'allenatore è Marcel Žigante ed il direttore tecnico Stevo Imenjak.
Il Famos, dopo 18 anni di permanenza ininterrotta in Druga liga (1962-1980), stabilisce il record del maggior presenze consecutive in questo torneo. Al termine saranno 21 le stagioni trascorse in totale nella Serie B jugoslava.
I più grandi successi del Famos sono il raggiungimento degli spareggi-promozione per la Prva liga e le semifinali della Coppa di Jugoslavia. Nel 1973, grazie al secondo posto nella Druga liga Sud, accede agli spareggi contro il NK Zagabria: il primo incontro, allo Stadio Maksimir il 23 giugno di fronte a 50000 spettatori, termina 0-0, mentre il ritorno, a Hrasnica una settimana dopo con 12000 spettatori, finisce 1-2 (dopo il primo tempo il Famos era in vantaggio) per gli ospiti che passano così il turno. I protagonisti sono: Savo Ekmečić, Midhat Jelašković (capitano), Asim Dosić, Tarik Hodžić, Ahmed Lokvančić, Jovo Obradović, Duško Petrović, Ivan Lušić, Selver Ibrahimović, Drago Trapara, Mido Šarac, Meho Lokvančić, Mehmed Vandić, Milan Gavrilović, Fikret Zubović e Miralem Ibrahimović (allenatore).
Il 7 aprile 1976 il Famos si trova a Spalato per affrontare il padrone di casa Hajduk per un posto nella finale della coppa nazionale. Il confronto impari termina con prevedibile 2-0 per gli spalatini. I protagonisti sono: Redža, Vlaški, Trapara, Jelašković, Tabak, Fahro Ibrahimović, Vandić, A. Dosić, Hajro Zubović, Turković, Selver Ibrahimović, le riserve Miralem Galijašević, Sejo Lokvančić, Salko Ibrahimović, Andžid e Salman; l'allenatore è Miralem Ibrahimović.
Dopo la guerra di Bosnia ed Erzegovina, con la fine degli introiti della devastata fabbrica FAMOS, il club milita principalmente nella terza divisione bosniaca. Nel 2011 si fonde con il SAŠK Napredak, ne acquisisce il titolo sportivo e forma il FK Famos-SAŠK Napredak, venendo iscritto in Prva liga FBiH, la seconda divisione. Ma la retrocessione è immediata e da allora il club milita nella Druga liga FBiH.

## Palmarès
- 2. Savezna liga (seconda divisione jugoslava)

secondo posto 1972-73 (Sud)
- Republička liga Bosne i Hercegovine (terza divisione jugoslava)

vincitore 1984-85
- Kup Maršala Tita (coppa jugoslava)

semifinalista 1975-76

## Stadio
Il FK Famos disputa le partite interne allo Stadion Famos, un impianto da 1500 posti. Lo stadio si trova nel complesso polisportivo JU KSR Hrasnica-Ilidža.

## Protagonisti

### Giocatori
- Meho Lokvančić
- Almir Memić
- Refik Muftić
- Rade Lučić
- Mehmed Pintol
- Momčilo Tošić
- Idriz Hošić
- Nebojša Vuković
- Duško Petrović
- Zoran Šumar
- Mićo Šarac
- Ivan Lušić
- Miodrag Škrbić
- Tarik Hodžić
- Esad Ibrahimović
- Redža Muhamed
- Sedik Fejzić
- Mehmed Vandi
- Nebojša Novaković
- Predrag Kurteš
- Milidrag Zoran
- Sakib Ibrahimović
- Lujo Kranjc
- Želimir Žarković
- Miralem Galijašević

### Allenatori
- Ziko Zubčević
- Marcel Žigante
- Mensur Bajrami
- Vlatko Konjevod
- Miroslav Brozovid
- Munib Saračevid
- Aleksandar Krivošej
- Miralem Ibrahimović
- Mišo Smajilović
- Blagoje Bratić
- Slobodan Krošnjar
- Džemaludin Mušović
- Sead Jesenković
- Asim Dosić
- Fahrudin Zejnilović
- Dženan Hošić
- Adnan Ćupina